# Beni Ifren

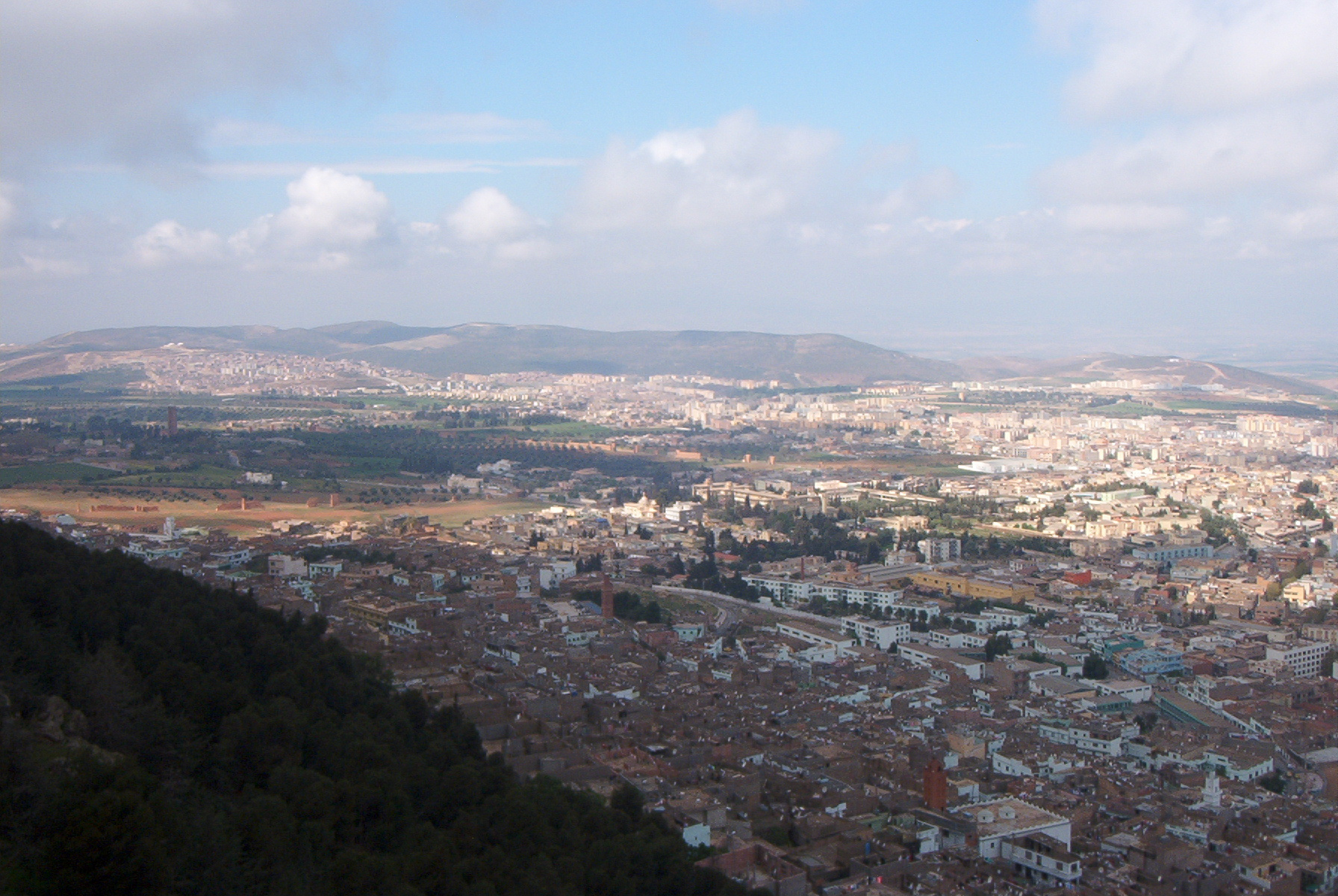
Vista actual de Tremecén, capital de los Banū Ifrēn.

Beni Ifren, o Banū Ifrēn o Banu Ifran (en árabe: بنو يفرن) es el nombre de una tribu bereber asentada en el norte de África, una de las cuatro que formaban el pueblo zenata. La tribu es originaria de los Aurès, con Tremecén en el noroeste de la actual Argelia como su capital.
De los Beni Ifren proceden los maghrawa, los Banu Iriniyan y los Banu Wasin.
Ifren es el plural de Afar, Efri o Ifri (Banū Ifrēn significa hijos de Ifri), y los romanos dieron su nombre a África (tierra de los afar).

## Historia
La tribu autóctona norteafricana de los Beni Ifren se enfrentó desde la antigüedad remota a las invasiones extranjeras. Por su territorio pasaron loa romanos, los vándalos y los bizantinos. En el siglo VII, el jefe Kahina luchó contra los nuevos invasores, los árabes musulmanes, primero omeyas y luego abasíes. Durante el siglo VIII, entre los años 765 y 786, Abu Qurra resistió como gobierno independiente de Tremecén. Fueron sometidos definitivamente por la tribu almorávide.

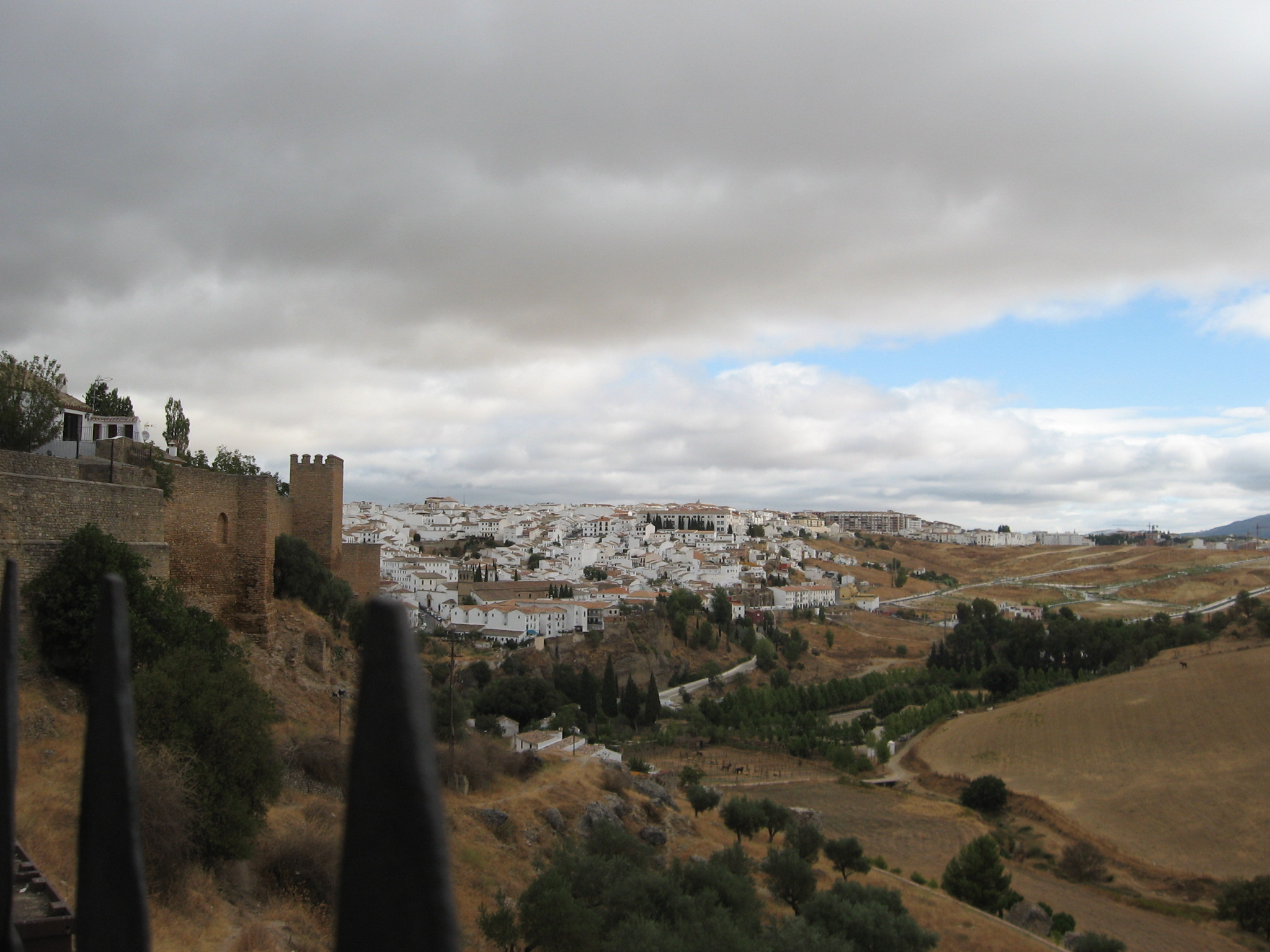
La ciudad de Ronda, capital de la Taifa de Ronda, fundada por Abu Nur Hilal.

Los descendientes de Abu Qurra fueron jefes militares en el Califato de Córdoba. En el siglo XI, aprovechando la desintegración del califato, Abu Nur Hilal transformó la cora de Takurunna en la Taifa de Ronda, año 1014. Fue señor de Ronda de 1023 a 1039, y luego de Sevilla, de 1039 a 1054. Su hijo, Badis ben Hilal, gobernó Ronda de 1054 a 1057, y Abu Nars Fatuh de 1058 a 1065. Después del asesinato de Abu Nars Fatuh, Ronda cayó en manos de la taifa de Sevilla gobernada por Al-Mutadid. De este período es buena parte del patrimonio monumental del casco histórico de Ronda.